# Phi (アルバム)
『Phi』（ファイ）は米米CLUBの10枚目のアルバム。1993年11月1日リリース。発売元はSony Records（現ソニー・ミュージックレコーズ）。

## 概要
テーマカラーが青で「静」を表現したアルバム。
今作と対照なテーマカラーが赤で「動」を表現したアルバム「Phi II」が1994年12月10日に発売。

## 収録曲
| 全作詞・作曲: 米米CLUB。 |                             |           |            |                       |      |
| #                        | タイトル                    | 作詞      | 作曲・編曲 | 編曲                  | 時間 |
| 1.                       | 「抱きしめたい」            | 米米CLUB  | 米米CLUB   | 中崎英也              | 5:39 |
| 2.                       | 「DAY DREAM」               | 米米CLUB  | 米米CLUB   | 得能律郎 & 米米CLUB   | 5:12 |
| 3.                       | 「紅い人」                  | 米米CLUB  | 米米CLUB   | 坂口良治              | 2:58 |
| 4.                       | 「ときの旅路」              | 米米CLUB  | 米米CLUB   | 三沢またろう          | 5:52 |
| 5.                       | 「日常の私」(Vocal：MINAKO) | 米米CLUB  | 米米CLUB   | 金子隆博              | 5:05 |
| 6.                       | 「愛はふしぎさ」            | 米米CLUB  | 米米CLUB   | 金子隆博              | 4:59 |
| 7.                       | 「AURA!」                   | 米米CLUB  | 米米CLUB   | 林部直樹              | 3:47 |
| 8.                       | 「FARAWAY」                 | 米米CLUB  | 米米CLUB   | 中崎英也              | 3:14 |
| 9.                       | 「TELEPHONE」               | 米米CLUB  | 米米CLUB   | 奈良部匠平 & 米米CLUB | 4:56 |
| 10.                      | 「追いかけて」              | 米米CLUB  | 米米CLUB   | 奈良部匠平            | 6:30 |
| 11.                      | 「上を向いて唄おう」        | 米米CLUB  | 米米CLUB   | 中崎英也              | 4:34 |
| 合計時間:                | 合計時間:                   | 合計時間: | 52:46      |                       |      |

### 楽曲解説
1. 抱きしめたい
味の素 「ちゃんとちゃんと」キャンペーン CMソング
2. DAY DREAM
「愛はふしぎさ」のカップリング曲
3. 紅い人　
  - 多重録音によるケチャのような声が特徴の曲。
4. ときの旅路
5. 日常の私
ヴォーカル：MINAKO
6. 愛はふしぎさ
7. AURA!
8. FARAWAY
  - ドラマ「素顔のままで」のサウンドトラック「ICTL」にインストゥルメンタルアレンジ版が収録された曲。「ICTL」ブックレットによれば元々は1988年のライブ『B.C.SHARISHARISM』で演奏された楽曲とされている。
9. TELEPHONE
10. 追いかけて

1. 上を向いて唄おう